# Presa di Kokenhusen
La presa di Kokenhusen fu uno scontro tra esercito svedese e l'esercito russo che ebbe luogo il 14 agosto 1656 nei pressi della cittadina di Kokenhusen, durante la guerra russo-svedese (1656-1658).
Secondo il resoconto dello zar Alessio I, la città di Kokenhusen era "molto fortificata, con un fossato profondo, simile a quello del Cremlino a Mosca, e le sue fortezze erano simili a quelle di Smolensk". Lo zar, dopo la conquista della fortezza e della sua città, le cambiò il nome in Koknese. La città e la fortezza tornarono nelle mani degli svedesi solo nel 1681.
Dopo la presa di Kokenhusen, la Russia ottenne il controllo di tutto il corso del fiume Daugava e si aprì dunque la strada verso Riga.